# Folwark (powiat bytowski)
Folwark – osada kaszubska w Polsce na zachodnim skraju Pojezierza Kaszubskiego położona w województwie pomorskim, w powiecie bytowskim, w gminie Parchowo. Osada wchodzi w skład sołectwa Chośnica. Na południe od Nowego Folwarku znajduje się otoczony lasami rezerwat przyrody Jeziorka Chośnickie.
W latach 1975–1998 miejscowość administracyjnie należała do województwa słupskiego.